# Franklin Brand
Franklin R. O. Brand (* in Nevis) ist ein Politiker aus St. Kitts und Nevis.

## Leben
Brand war Chefstatistiker der Verwaltungsbehörde von Nevis NIA (Nevis Island Administration) sowie zeitweilig parlamentarischer Sekretär für Tourismus, Handel, Industrie, Entwicklung und Planung der NIA. Er engagierte sich als Präsident der Industrie- und Handelskammer des Landes und war auch Direktor der Stiftung für Nationale Entwicklung und Union für Unternehmenskredite FND-ECCU (Foundation for National Development Enterprise Credit Union (FND-ECCU) Ltd). Des Weiteren ist er Mitgründer und Präsident der 2011 gegründeten Non-Profit-Organisation St. Kitts and Nevis Small Business Forum. Er ist Miteigentümer und geschäftsführender Direktor der Island Bakeries Ltd on St. Kitts und ehemaliger Manager der Nevis Bakery Ltd in Charlestown.
Am 14. Mai 2015 wurde Brand als Nachfolger von Curtis Martin Sprecher der Nationalversammlung, trat aber bereits im Mai 2016 aus gesundheitlichen Gründen von diesem Amt zurück. Sein Nachfolger wurde daraufhin am 30. Juni 2016 Anthony Michael Perkins. Er engagiert sich im Rotary Club of St. Kitts sowie als Mitglied des St. Kitts and Nevis Social Security Board.
Aus seiner Ehe mit Jacqueline Evelyn gingen vier Kinder hervor.